# رحیم عزیز مرادی
رحیم عزیز مرادی سیاست‌مدار ایرانی بود، که در  دوره بیست و سوم  به‌عنوان نماینده مهاباد در مجلس شورای ملی حضور داشت.